# اس‌اس شریبون
اس‌اس شریبون (به انگلیسی: SS Cheribon) یک کشتی بود که طول آن  341.2 feet بود. این کشتی  در سال ۱۸۸۲ ساخته شد.